# 鄧香美
鄧香美，MBS（1967年3月29日—2003年5月15日），是香港第三名因沙士殉職的公營醫院醫護人員。

## 生平
鄧香美兒時曾患「心漏症」，於2002年加入香港醫院管理局基督教聯合醫院任職健康服務助理，在內科病房工作期間受隱形沙士病人感染，2003年4月1日入院，4月10日病情惡化被送入深切治療部，於5月15日病逝，終年36歲。鄧香美在入住深切治療部前已決定信奉基督教，彌留早上雖然已不能開口說話，仍在丈夫陪同下受洗。5月29日在紅磡萬國殯儀館以香港特區最高榮譽儀式舉行喪禮，香港行政長官董建華出席喪禮，醫管局行政總裁何兆煒、九龍東醫院聯網行政總監謝俊仁等為鄧香美扶靈，靈柩覆蓋著香港特區區旗，遺體由白蘭花裝飾的靈車移送和合石浩園安葬。
2003年6月30日鄧香美獲香港特區政府追授銀英勇勳章。2004年10月8日香港死因裁判法庭裁定在2003年爆發沙士期間殉職的6名醫護人員是「自然死亡」。

## 悼念
- 香港行政長官董建華：『捨身為人，在病房孜孜不倦地服務病人。』
- 衛生福利及食物局局長楊永強：『對於失去一位對工作充滿熱誠的醫護人員感到非常哀痛。』

## 外部連結
- 鄧香美紀念館（中國大陸）